# 鲁斯塔维金属足球俱乐部
鲁斯塔维金属足球俱乐部曾是格鲁吉亚鲁斯塔维市的一个足球俱乐部，获得过两次格鲁吉亚足球超级联赛冠军。

## 历史
在苏联时期，该俱乐部名字为“鲁斯塔维金属”。自格鲁吉亚独立后，曾改名为“鲁斯塔维戈尔达”及“鲁斯塔维”。2006年和第比利斯足球俱乐部合并，改名为“鲁斯塔维奥林匹”。在2011-2012赛季前，俱乐部改回原名“鲁斯塔维金属”。
2015年该俱乐部宣布破产并解散。之后在该市成立了一个新的俱乐部，并在格鲁吉亚足球甲级联赛中参赛，但两个俱乐部之间没有任何法律上的关系。

## 荣誉
- 格鲁吉亚足球超级联赛:
  - 冠军（2）:2006–07, 2009–10。

- 格鲁吉亚超级杯: 
  - 冠军（1）：2010。